# Taife
Taife (em árabe: الطائف; romaniz.: Aṭ-Ṭa'if) é uma cidade da Arábia Saudita na região de Meca. Segundo censo de 2010, havia 579 970 habitantes. Está a 1 879 metros de altitude.